# Eugenio Camplone
Eugenio Camplone (Pescara, 30 giugno 1884 – Pescara, 29 novembre 1972) è stato un imprenditore e politico italiano, direttore generale e comproprietario assieme ai fratelli delle Fonderie Camplone.

## Biografia

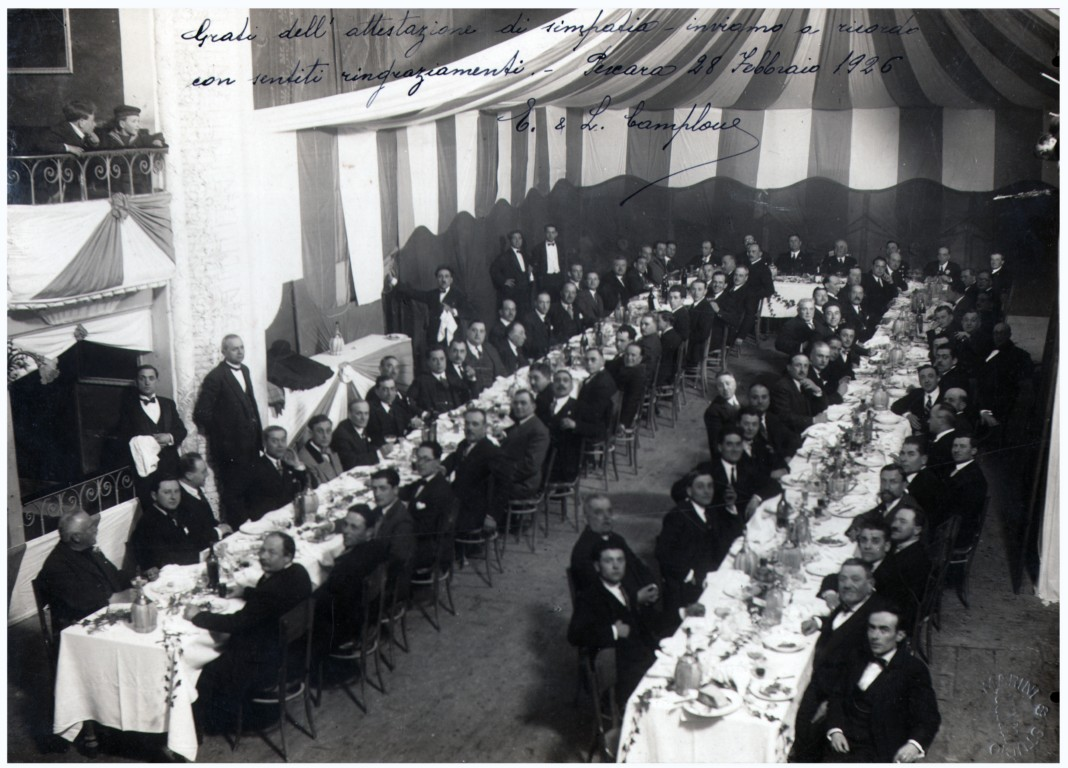
Cena presso le officine della fonderia Camplone, Pescara 28 febbraio 1926. La fotografia riporta una dedica di Eugenio e Luigi Camplone all'ingegnere Corradino D'Ascanio.

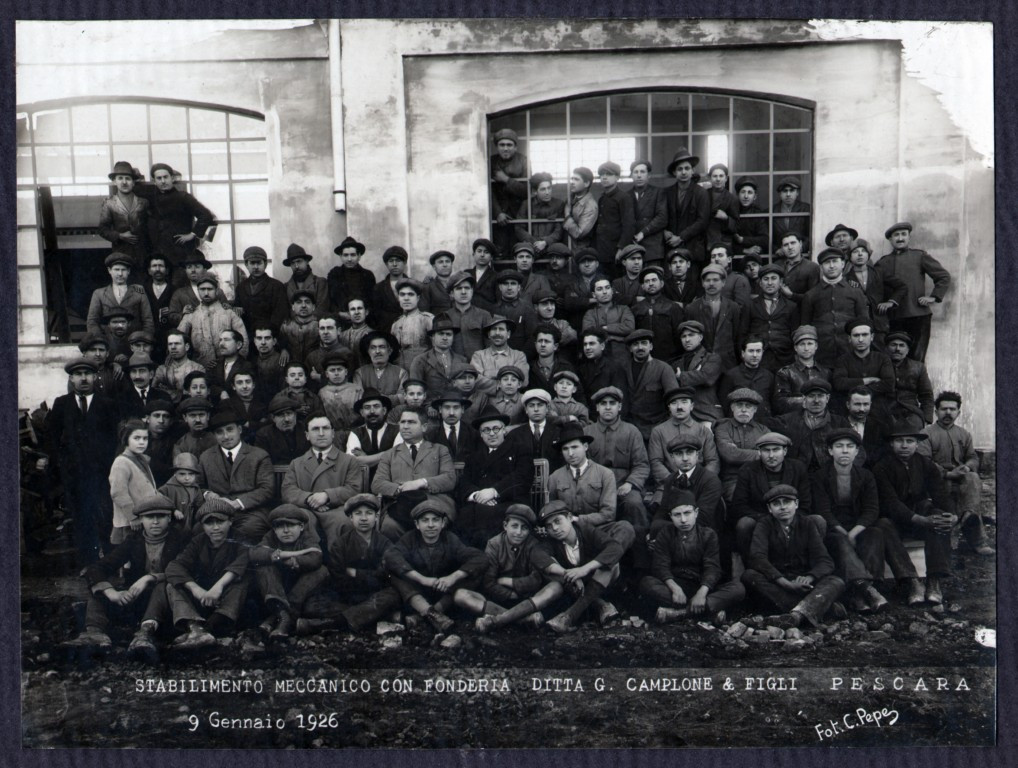
Gruppo dei dirigenti e degli operai della fonderia Camplone, Pescara 9 gennaio 1926. In seconda fila sono riconoscibili da sinistra: l'ing. Corradino D'Ascanio, l'imprenditore Giuseppe Camplone e i suoi fratelli.

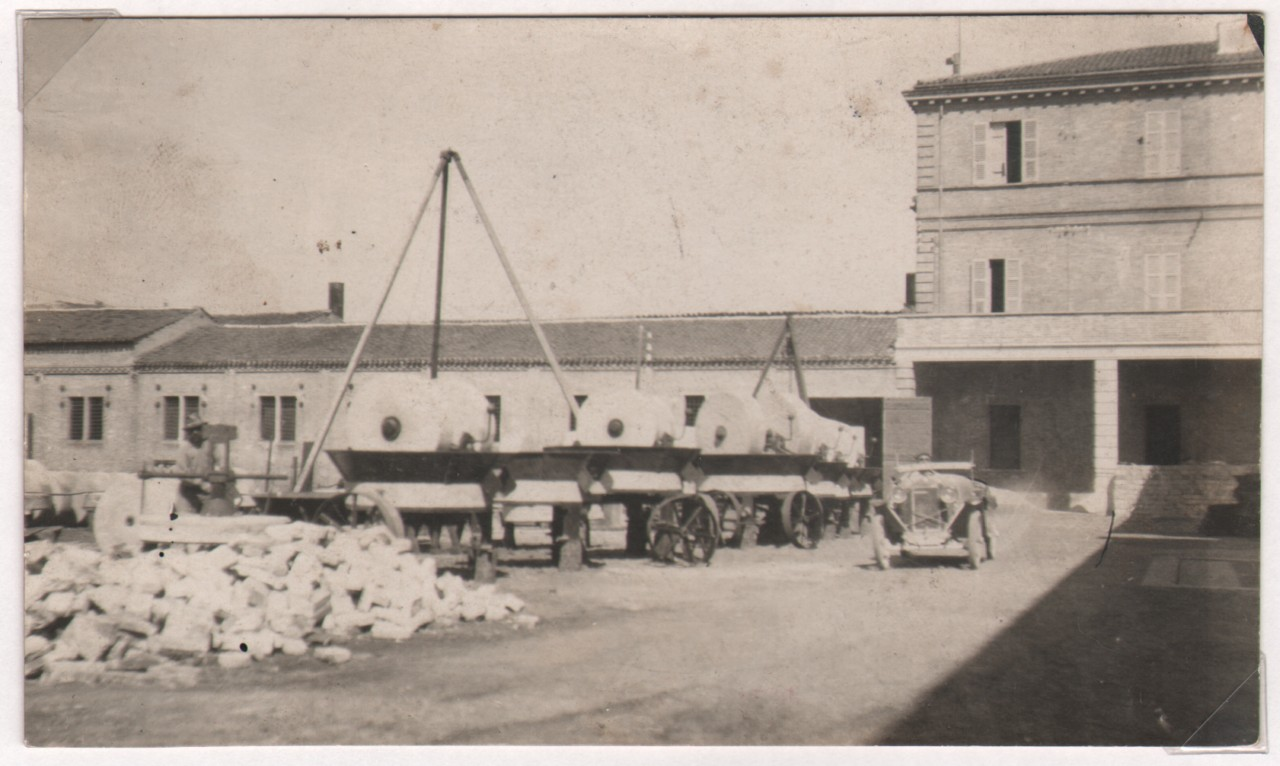
Esterno della fonderia Camplone. Il complesso era composto da vari capannoni con diverse destinazioni, produceva macchine oleraie e vi si fondeva la ghisa e l'acciaio necessari alla fabbricazione di tombini, fontane e ancore. In primo piano le macine per il frantoio, Pescara 1926.

Eugenio Camplone nasce nel 1884 a Pescara. Il padre Giuseppe gestisce una modesta officina meccanica per la riparazione di macchine e strumenti agricoli; ancora ragazzo, Camplone comincia a lavorare insieme ai fratelli Luigi e Francesco Paolo, mentre l'officina allarga l'attività al noleggio e alla vendita di macchine agricole.
Agli inizi del secolo il settore agricolo nel Pescarese si avvia faticosamente verso la meccanizzazione. Camplone intuisce le potenzialità del mercato e nel 1907 avvia, insieme ai fratelli, la produzione di macchinari e strumenti per oleifici, pastifici, mulini e industrie enologiche; alla vigilia dello scoppio della prima guerra mondiale i prodotti delle Officine Camplone hanno conquistato un'importante fetta di mercato nel Centro-Sud del Paese. Proprio nel 1915 nasce la società in nome collettivo Giuseppe Camplone e Figli, della quale Eugenio Camplone, proprietario di un terzo del capitale, diviene Direttore Generale.
La solida posizione aziendale fa sì che, nel febbraio 1916, l'impianto venga dichiarato “ausiliario” allo sforzo bellico dal Ministero delle Armi e Munizioni e destinato a fabbrica di munizioni e di componenti per impianti elettrochimici. Alla fine della guerra, grazie all'attività svolta durante il conflitto, l'azienda supera senza traumi la riconversione verso le vecchie linee di produzione di macchine agricole.
Nel 1920 Camplone decide di entrare in politica candidandosi nel Consiglio comunale di Pescara: è l'inizio di un importante impegno in campo amministrativo, che svolgerà parallelamente all'attività imprenditoriale; nel 1924, in cambio di una piccola area concessa dal Comune per collegare la fonderia alla strada provinciale, si impegna a realizzare alloggi per gli operai e una scuola industriale per le maestranze della sua azienda.
Alla metà degli anni venti nasce il sodalizio con l'ingegnere Corradino D'Ascanio che, in società con il barone Pietro Troiani, avvia la progettazione e la realizzazione di elicotteri. Camplone si occupa della costruzione e dell'assemblaggio dei pezzi meccanici presso le sue officine di Pescara e chiede in cambio a D'Ascanio di progettare torchi per frantoi; dalla collaborazione nascono i prototipi di elicottero D'AT1 e D'AT2: entrambi volano per pochi secondi, ma gli esperimenti condotti in quella occasione permetteranno la realizzazione del prototipo D'AT3 che, pochi anni dopo, conquisterà il primato di durata del volo.
Dopo aver rappresentato gli interessi dell'imprenditoria pescarese presso la Camera di commercio di Chieti, Camplone si impegna, nel gennaio 1927, a favore della nascita della nuova Provincia di Pescara; subito dopo è nominato Consigliere presso la locale sede della Banca d'Italia e Presidente della sezione Industria e commercio del Consiglio provinciale dell'economia di Pescara. Nel 1928 è membro del Comitato provinciale dei prezzi; nel 1929 del Consorzio provinciale obbligatorio per l'istruzione tecnica, nonché dell'Unione provinciale degli industriali delle province di Chieti e Pescara.
Nominato Cavaliere del lavoro nel 1934, sfrutta il prestigio e l'influenza che gli derivavano dalle cariche pubbliche per arrivare alla creazione di un'autonoma Unione provinciale degli industriali di Pescara, separata da quella di Chieti, e della quale dal 1936 al 1943 assume la presidenza.
Il crescente peso politico è accompagnato sul piano economico dal notevole sviluppo industriale registrato dalla sua azienda nel corso degli anni trenta. Alla vigilia della guerra, l'imprenditore pescarese dirige una fabbrica con oltre 1.200 operai (di cui 200 donne) che produce, tra l'altro, proiettili per l'esercito e la marina.
I bombardamenti di Pescara non risparmiano le officine e, nell'immediato dopoguerra, l'imprenditore finanzia per buona parte la ricostruzione degli impianti; trasforma quindi l'impresa in società per azioni.
In questi anni è ancora protagonista di primo piano della scena economica e politica locale nelle file della Democrazia Cristiana. Nel 1952 è nominato Presidente della Camera di commercio di Pescara (carica che ricopre fino al 1965). La maggiore realizzazione della sua presidenza è la costruzione, nel 1958, del Palazzo degli Affari con l'annessa Borsa Merci, grazie a un finanziamento del Banco di Napoli garantito personalmente.
Nel 1970 Camplone progetta la costruzione di un nuovo stabilimento fuori dall'area urbana, in un sito del Consorzio industriale della Val Pescara, con caratteristiche più compatibili con l'ambiente e la sicurezza degli operai; alla sua morte, avvenuta a Pescara alla fine del 1972, il programma è abbandonato e sette anni dopo lo storico stabilimento viene dismesso.